# Norman Myers
Norman Myers, né le 24 août 1934 à Clitheroe, dans le Lancashire et mort le 20 octobre 2019 à Oxford,, est un scientifique britannique. 
C'est un chercheur britannique spécialisé dans les rapports entre l'écologie et l'économie.
Le concept des « points chauds » de biodiversité a été développé depuis 1988 par l'équipe de Norman Myers au Green College de l'Université d'Oxford.

## Publications
- Norman Myers, The sinking ark : A new look at the problem of disappearing species, Pergamon Press, Oxford, New York, 1979, xiii + 307 p.  (ISBN 0080245013)
- Norman Myers, "Threatened biotas : `Hotspots' in tropical forests", The Environmentalist, Vol.8, No.3, 1988, p.187-208.
- Norman Myers, "The biodiversity challenge : Expanded hotspots analysis", The Environmentalist, Vol.10, No.4, 1990, p.243-256.
- Russell A. Mittermeier, Norman Myers, Jorgen B. Thomsen, Gustavo A. B. Da Fonseca & Silvio Olivieri, "Biodiversity Hotspots and Major Tropical Wilderness Areas : Approaches to Setting Conservation Priorities", Conservation Biology, Vol.12, No.3, 1998, p.516-520.
- Russell A. Mittermeier, Norman Myers, Patricio Robles Gil & Cristina Goettsch Mittermeier (ed.), "Hotspots : Earth's biologically richest and most endangered terrestrial ecoregions", Cemex, Mexico, 1999, 430 p.  (ISBN 968-6397-58-2)
- Norman Myers, Russell A. Mittermeier, Christina Goettsch Mittermeier, Gustavo A.B. da Fonseca & Jennifer Kent, "Biodiversity hotspots for conservation priorities", Nature, Vol.403, February 24, 2000, p.853-858.